# Magyargéc
Magyargéc község Nógrád vármegyében, a Szécsényi járásban.

## Fekvése
Szécsénytől keletre, a Szécsényhez tartozó Benczúrfalva és Nógrádmegyer község között található. A Novohrad-Nógrád UNESCO Globális Geopark települése. Főutcája a 22-es főútból Szécsény keleti részén kiágazó, majd bő 15 kilométer után, Nógrádmegyeren és Sóshartyánon áthaladva, Kishartyánnál ugyanoda visszatorkolló 21 134-es számú mellékút.

## Története
A falu eredetileg Gécz, 1881–1905 között Nagy-Gécz, 1905–1925 között Magyargécz, 1925-től Magyargéc.
Magyargéc egykor a Kacsics nemzetség ősi birtoka volt. A 13. század elején az e nemzetségből származó Simon bán birtoka volt, akit Gertrúd magyar királyné meggyilkoltatásában való részessége miatt összes javaitól megfosztottak, majd birtokait II. András király a Szák nemzetségnek adományozta, de 1274-ben a Szák nemzetséghez tartozó II. Pósa a Kacsics nemzetségbeli Farkasnak, a Szécsényi család ősének adta cserébe.
A 14. század elején a Záh nemzetség birtokába került. Záh Felicián visegrádi merénylete miatt az ő javait elkobozták és I. Károly király 1335-ben az Ákos nemzetségbeli Cselen fia Sándor fia János királynéi alétekfogónak és testvérének, Jakabnak adományozta. A 15. században már három Gécről - Felsőgéc, Középsőgéc és Alsógéc helységekről - emlékeztek meg az az oklevelek. 1448-ban Felsőgéc a Duzma család birtoka volt. Alsógéc pedig 1457-ben a Nagyszelei családé volt. 1455-ben mind a három Géc Szécsényi László birtokában volt és a szécsényi uradalomhoz tartoztak. 1548-ban az adóösszeírásban a teljesen elpusztult helységek között szerepelt, 1598-ban pedig Szerémy Mihály volt a birtokosa.
1715-ben hét magyar háztartását írták össze, 1720-ban pedig nemes községként, adóköteles háztartások nélkül szerepelt. 1770-ben Szerémy János, Ficsor János és András, 1826-ban Szerémy Elek és a Géczy család, később pedig a Horváthy, a Balás, a Lisznyay, a Dubraviczky és az Ivánka családok, valamint Szerémy Béla és Ivánka Ödön örökösei voltak a birtokosai.
A 20. század elején Nógrád vármegye Szécsényi járásához tartozott.

## Közélete

### Polgármesterei
- 1990–1994: Szerémi Nándor (FKgP)[3]
- 1994–1998: Szerémi Nándor (független)[4]
- 1998–2002: Velki Róbert (független)[5]
- 2002–2006: Velki Róbert (független)[6]
- 2006–2010: Velki Róbert (független)[7]
- 2010–2014: Velki Róbert (független)[8]
- 2014–2019: Velki Róbert (független)[9]
- 2019–2024: Velki Róbert (független)[10]
- 2024– : Velki Róbert (Fidesz-KDNP)[1]

## Népesség
A település népességének változása:
| Lakosok száma | 899  | 895  | 895  | 798  | 771  | 776  | 785  |
|               | 2013 | 2014 | 2015 | 2021 | 2022 | 2023 | 2024 |

1910-ben 722 magyar lakosa volt. Ebből 691 római katolikus, 10 református, 15 evangélikus volt.
2001-ben a település lakosságának 88%-a magyar, 12%-a cigány nemzetiségűnek vallotta magát.
A 2011-es népszámlálás során a lakosok 86,7%-a magyarnak, 16,3% cigánynak mondta magát (12,8% nem nyilatkozott; a kettős identitások miatt a végösszeg nagyobb lehet 100%-nál). A vallási megoszlás a következő volt: római katolikus 64,4%, református 0,4%, evangélikus 1,7%, felekezeten kívüli 7,2% (26,1% nem nyilatkozott).
2022-ben a lakosság 94,2%-a vallotta magát magyarnak, 31% cigánynak, 0,5% németnek, 0,1-0,1% szlováknak, horvátnak és románnak, 1% egyéb, nem hazai nemzetiségűnek (5,8% nem nyilatkozott; a kettős identitások miatt a végösszeg nagyobb lehet 100%-nál). Vallásuk szerint 52% volt római katolikus, 0,9% református, 0,8% evangélikus, 1,2% egyéb keresztény, 2,2% egyéb katolikus, 18,8% felekezeten kívüli (24,1% nem válaszolt).

## Nevezetességei
- Római katolikus temploma 1789-ben épült.
- Régi temetőjében emlékmű áll a két világháborúban elhunytak tiszteletére.